# وستگیت
وستگیت (انگلیسی: Westgate) شرکت املاک آمریکایی است، که در سال ۱۹۸۲ تأسیس شد.